# 胡立杰
胡立杰（1971年10月—），女，汉族，辽宁大石桥人，1998年7月参加工作，1993年7月加入中国共产党。现任山西省委常委、组织部部长。

## 人物履历
曾任辽宁省机构编制委员会办公室事业机构编制处处长，盘锦市人民政府副市长，盘锦市委常委、组织部长，辽宁省妇联主席、党组书记，辽宁省委组织部副部长，省委组织部分管日常工作的副部长兼省公务员局局长（正厅级）。
2021年12月18日，当选辽宁省委常委、任辽宁省委统战部部长、省政协党组副书记。
2024年2月，跨省调任山西省委常委、组织部部长，成为继曲孝丽、陈安丽之后山西省委连续第三任女性组织部长。